# Ostéologie
Ne doit pas être confondu avec Ostéopathie.
 (novembre 2023).
Si vous disposez d'ouvrages ou d'articles de référence ou si vous connaissez des sites web de qualité traitant du thème abordé ici, merci de compléter l'article en donnant les références utiles à sa vérifiabilité et en les liant à la section « Notes et références ».
L'ostéologie est la science qui étudie la structure des os et plus généralement du squelette, humain ou animal. Il s'agit d'une sous-discipline de l'anatomie, de l'archéologie et de l'anthropologie lorsqu'elle traite du biologique chez l'humain. L'ostéologie implique une observation précise de la structure et des éléments osseux, des dents, mais aussi une étude détaillée de la morphologie osseuse, des affections et des pathologies affectant les os, à une échelle macroscopique comme microscopique. L'ostéologie peut être utilisée dans le cadre de l'identification de restes osseux, souvent humains, afin de déterminer l'âge, le sexe, le stade de développement d'un individu et sa croissance, tout en le replaçant éventuellement dans son contexte bioculturel.Mais dans l'ostéologie on ne reconstitue pas le squelette de l'animal

## Description d'un os
Tissu rigide, composant principal du squelette de presque tous les vertébrés adultes, existant sous forme de tissus osseux compacts et spongieux.
Un os est un tissu vivant (ex. : fracture osseuse réparable) qui se détruit et se reconstruit lors de micro-traumatismes.

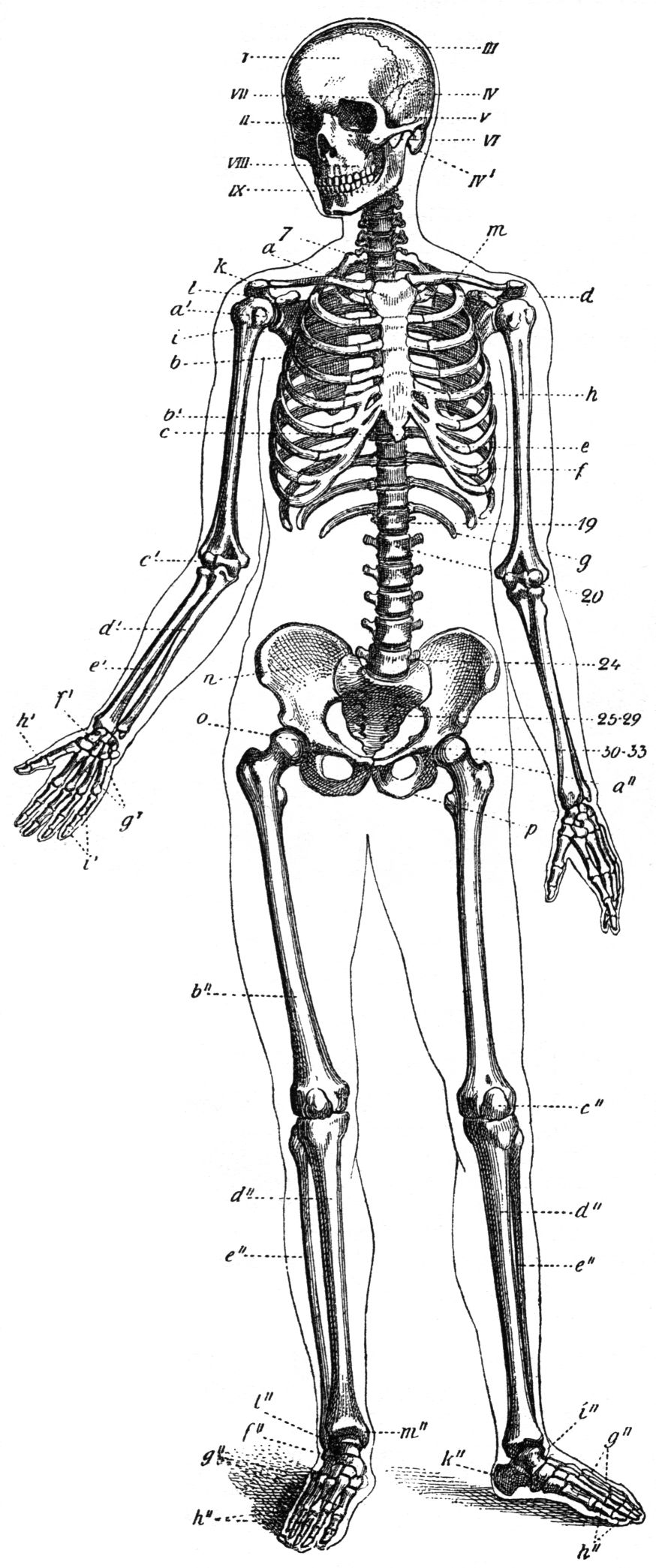
Squelette humain.

### Tissus osseux
- Os cortical
- Os spongieux

### Os plat
Il s'agit d'un os avec deux faces et plusieurs bords, à l'image de certains os d'un crâne : os pariétal, os occipital, os frontal, etc.

### Os long
Tige osseuse avec deux extrémités :
- Épiphyse
- Métaphyse
- Apophyse[note 1]

## Organisation des os entre eux
- Face et crâne
  - Cavité orbitaire
  - Cavité nasale
  - Fosse ptérygo-palatine
  - Fissure ptérygo-maxillaire
  - Fosse temporale
  - Ptérion